# Чаповський Іван
Іва́н Чапо́вський (1896, с. Грушів-Старе, Дрогобицький повіт, Австро-Угорщина — літо 1941, Дрогобич) — український громадський діяч.

## З життєпису
Був сотником УГА. Організатор сільської читальні «Просвіта» — був її головою. Створив також кооператив-крамницю, очолював драматичний гурток, який ставив твори Тараса Шевченка, Івана Франка та Лесі Українки.
Заарештований радянськими органами 23 червня 1941 року, вбитий у в'язниці в Дрогобичі (вул. Стрийська, 3).
На його честь названа вулиця в рідному селі.